# Progressieve Nationale Partij
De Progressieve Nationale Partij (PNP) was een Surinaamse politieke partij. 
Deze partij werd opgericht door Just Rens die vanaf 1951 meerdere keren als kandidaat van de Nationale Partij Suriname (NPS) verkozen werd tot Statenlid. In 1963 werd hij namens de NPS minister van Opbouw maar na een conflict met zijn partij werd hij op 5 januari 1967 ontslagen. In 24 januari 1967 richtte hij de PNP op en bij de verkiezingen enkele maanden later werd niet alleen Rens herkozen tot Statenlid ook Jules Sedney (eerder voor de NPS minister van Financiën) en Aksel Quintus Bosz kwamen als PNP'er in de Staten van Suriname.
Aan de vervroegde verkiezingen tweeënhalf jaar later deed deze partij mee als onderdeel van het PNP-blok. Dat samenwerkingsverband bestond naast de PNP uit KTPI, PSV en PBP. Het PNP-blok behaalde toen acht zetels. Samen met het VHP-blok vormde ze de coalitie waarbij PNP'er Jules Sedney de premier werd. Verder zaten in het kabinet-Sedney ook nog vier PNP-ministers: August Biswamitre, Rudy Goossen, Just Rens en Frank Essed.
De verkiezingen van 1973 gingen vooral tussen enerzijds de Nationale Partij Kombinatie (NPK; bestaande uit NPS, PNR, PSV en KTPI) en anderzijds het VHP-blok. Met bijna 3,2% van de stemmen behaalde de PNP geen enkele zetel. Van de 39 zetels gingen er 22 naar de NPK en de overige 17 gingen naar het VHP-blok. De PNP zou ook later niet meer terugkeren in het parlement.